# Terri Clark
Terri Clark (Montréal, 1968. augusztus 5. –) kanadai countryénekesnő, dalszerző. 2009-ig már 22 slágere szerepelt az amerikai country listákon. Ő az egyetlen kanadai, aki a The Grand Ole Opry tagja (2004-es adat).

## Pályafutása
Terri Clark nagyszülei, Ray és Betty Gauthier jól ismert kanadai countryzenészek voltak, akik többek között Johnny Cash, George Jones és Little Jimmy Dickens fellépő partnerei. Clark anyja is, Linda része volt a folkzenei életnek. Kilencéves korában Terri Clarkot megtanította gitározni.
1987-ben, az iskola befejezése után Nashville-be költözött, ahol kezdetben napi tizenöt dollárért énekelt. Több évbe telt, hogy megéljen a rosszul fizetett fellépésekkel, mígnem 1994-ben felvételi szerződést kapott a Mercury Recordstól. Clarkot hagyományos módon, cowboykalapban és ahhoz illő ruházattal „adták el”. Első kislemeze, a „Better Things To Do” 1995-ben a harmadik helyet érte el az amerikai country toplistán. Ugyanebben az évben megjelent debütáló albuma is − a Terri Clark – számos saját szerzeményével; és platinalemez lett az Amerikai Egyesült Államokban több mint egymillió CD eladásával.
További 10 toplstás kislemeze jelentek meg. 1996 elején ő lett az első kanadai, aki Grand Ole Opry szereplő lett. Hazájában is számos díjat kapott: 1997-ben Juno-díjjal tüntették ki, mint a legjobb új előadó, 2001-ben pedig az év legjobb country énekese volt.
albumai továbbra is előkelő helyen szerepeltek a slágerlistákon. A „Greatest Hits” című 1994-2004 című gyűjteménye aranylemez lett. A „Life Goes On” (2005) című album kudarc volt, a megjelent kislemezek is csak mérsékelten fogytak, a „The World Needs a Drink” című lemezét pedig a CD-kiadásnál mem is vették figyelemhe. E nehézségek után Clark elhagyta a Mercury Records lemeztársaságot.
Clarkot a BNA Recors 2007-ben szerződtette. A „Dirty Girl” és az „In My Next Life” kislemezei nagy sikerek voltak Kanadában. Amerikában viszont a már betervezett „My Next Life” albumot végül ki sem adták. A BNA szerződése 2008 végén határidő előtt lejárt. A következő élő albuma (Terri Clark Live: Road Rage; 2009) csak az interneten jelent meg. Nem sokkal ezután egy új stúdiómunka, a „The Long Way Home” következett. Ezzel debütált egy független kiadónál.
Terri Clark Kanadában továbbra is az egyik legnépszerűbb countryzenész.

## Stúdiólbumok
- Terri Clark (1995)
- Just the Same (1996)
- How I Feel (1998)
- Fearless (2000)
- Pain to Kill (2003)
- Life Goes On (2005)
- The Long Way Home (2009)
- Roots and Wings (2011)
- Classic (2012)
- Some Songs (2014)
- Raising the Bar (2018)
- It's Christmas... Cheers! (2020)

## Díjak
- 2004: The Grand Ole Opry [2]
- 1997, 2012: Juno-díj
- 2018: Canadian Country Music Hall of Fame
- 2023: Canadian Music Hall of Fame

## Fordítás
Ez a szócikk részben vagy egészben  a   Terri Clark című német Wikipédia-szócikk ezen változatának fordításán alapul.  Az eredeti cikk szerkesztőit annak laptörténete sorolja fel. Ez a jelzés csupán a megfogalmazás eredetét és a szerzői jogokat jelzi, nem szolgál a cikkben szereplő információk forrásmegjelöléseként.